# Lorenzo Barcala
Lorenzo Barcala (Mendoza, Argentina, 23 de diciembre de 1795 - ibidem, 1 de agosto de 1835) fue un militar argentino que participó en las guerras civiles argentinas del lado del partido unitario, y uno de los pocos militares afrodescendientes en alcanzar el grado de coronel en ese país.

## Inicios de su carrera militar
El padrón de población de Mendoza del año 1802 indica que a los 2 años de edad Lorenzo Barcala era libre, aunque no se ha encontrado documentación de bautismo que indique quiénes eran sus progenitores, su condición al nacer y fecha de nacimiento. Ese mismo padrón, y otros documentos, indicarían que Lorenzo Barcala nació en el año 1800, aunque por no hallarse datos precisos la historiografía argentina acepta la fecha indicada por el biógrafo Jacinto R. Yaben.  Inició su carrera militar en ca. 1815 al alistarse como soldado del Cuerpo de Cívicos de Pardos de Mendoza, en un contexto de sucesivas levas impuestas por José de San Martín para reforzar los cuerpos armados de Cuyo frente a la amenaza realista en Chile.
En 1820 participó en los desórdenes de la llamada Anarquía del Año XX, que tuvo uno de sus epicentros en Cuyo. Formó parte del ejército del general Bruno Morón, que combatió contra el general chileno José Miguel Carrera, y tras la muerte de Morón, luchó en la batalla de Punta del Médano a órdenes de José Albino Gutiérrez.
En 1822 era ya sargento mayor.
En 1824 participó en una revolución contra el gobernador Gutiérrez; tras fracasar en el intento, huyó a San Juan. De regreso a Mendoza, secundó al coronel Juan Lavalle en la segunda revolución contra Gutiérrez, cuya victoria lo identificó definitivamente como personaje central del partido unitario local. Poco después participó, a órdenes de José Félix Aldao, en la represión de la revolución "eclesiástica" sanjuanina y la reposición en el gobierno de Salvador María del Carril.
En 1826 se unió al ejército que luchó en la Guerra del Brasil, a órdenes del coronel Ramón Bernabé Estomba. Participó en el fracasado ataque a Punta del Este y fue tomado prisionero. Estuvo varios meses en una cárcel en Río de Janeiro con la permanente amenaza de ser vendido como esclavo, hasta que recuperó la libertad en un cambio de prisioneros.

## La Liga Unitaria
Se unió a la campaña del general José María Paz contra los federales del interior en 1829, y a sus órdenes peleó en la batalla de San Roque. Paz encargó a Barcala organizar un batallón de infantes negros libertos, que se denominó Cazadores de la Libertad. Al frente de ese batallón peleó en las batallas de La Tablada, tras la cual fue ascendido al grado de teniente coronel, y Oncativo.
Después de esta última victoria fue ascendido a coronel, y enviado como segundo jefe del ejército de ocupación de Mendoza, que iba al mando de José Videla Castillo. Este fue nombrado gobernador, y Barcala fue nombrado jefe de vanguardia y organizó un cuerpo de infantería, los Cazadores del Pilar. Participó en la batalla de Rodeo de Chacón como jefe de un ala de caballería contra las fuerzas de Facundo Quiroga, que los venció con relativa facilidad.

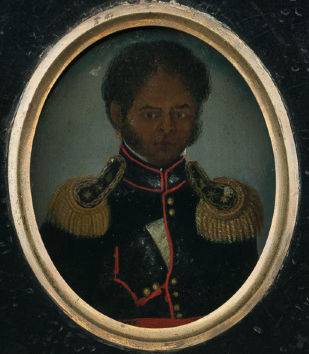
Miniatura del Coronel Barcala. Museo Histórico Nacional.

Protegió a su jefe Videla Castillo en su retirada hacia el norte, donde se unieron a las fuerzas del general Lamadrid, nuevo jefe del ejército de la Liga Unitaria. A órdenes de este combatió en la definitiva derrota de la batalla de La Ciudadela, donde fue hecho prisionero. Después de la batalla, Facundo Quiroga fusiló algunos oficiales. Según relata Domingo Faustino Sarmiento, al recibir Quiroga a Barcala le preguntó "¿Que hubiera usted hecho, coronel, si me hubiera tomado preso?", a lo que Barcala respondió sin dudar "Lo hubiera fusilado, general". Quiroga admiraba el coraje y tras indultarlo lo nombró su edecán. Según Sarmiento, Félix Aldao habría intentado convencer a Quiroga que lo hiciera fusilar.

## Últimos años
Barcala participó de la campaña al desierto de 1833 bajo el mando del general José Ruiz Huidobro, y combatió contra los ranqueles de Yanquetruz en el combate de Las Acollaradas.
Quiroga fue asesinado a principios de 1835 y Barcala se radicó temporalmente en San Juan. Aunque quiso regresar a Mendoza, el gobernador Pedro Molina le indicó por correspondencia que no era el momento. El general Félix Aldao estaba al frente de las armas de la provincia y tenía un enfrentamiento político con Barcala. 
Muerto Quiroga, sus lugartenientes comenzaron a disputarse su herencia y se produjo una serie de conflictos entre Aldao, de Mendoza, Martín Yanzón, gobernador de San Juan, y Tomás Brizuela, de La Rioja. Más independiente y poderoso que éstos, el tucumano Alejandro Heredia pronto dominó todo el noroeste. El intrigante ministro de Yanzón, Domingo de Oro intentó librarse de Aldao por medio de una conspiración que dirigió Barcala desde San Juan.  
La conspiración fue descubierta y el gobernador Pedro Molina  exigió la extradición de Barcala; el ministro Oro —que estaba comprometido en el asunto— decidió salvar su vida entregando a Barcala. Fue acusado de conspirar para asesinar a las autoridades federales de la provincia y de conspirar para que Mendoza y San Juan formaran parte de Chile. Tras un juicio que duró un mes, Barcala fue condenado a muerte y fusilado en Mendoza el 1 de agosto de 1835.
Cristóbal Barcala hijo, quien habría sido bautizado como Arcilo María Barcala pero tomó el nombre de su padre luego de 1835, llegó a ser Sargento mayor y comandante del Cuerpo de Gendarmes de la Policía de Mendoza, y falleció el 11 de enero de 1865, a él corresponde la actual tumba con su nombre en el antiguo cementerio de la Ciudad de Mendoza. Celestino Barcala, quien habría sido hijo natural de Barcala, peleó contra los federales en la década de 1860 y fue fusilado por Felipe Varela poco antes de su derrota en la batalla de Pozo de Vargas.